# Ален Аспе
Ален Аспе (фр. Alain Aspect ; 15 червня 1947, Ажен, Франція) — французький фізик, фахівець з квантової оптики, теорії прихованих параметрів і квантової заплутаності. Здобув одну третину Нобелівської премії з фізики 2022 року разом з Джоном Клаузером та Антоном Цайлінґером «за експерименти із заплутаними фотонами, встановлення порушення нерівностей Белла та новаторство квантової інформаційної науки».

## Наукова діяльність
На початку 1980-х працював над докторською дисертацією з нерівностей Белла. У цей час здобув популярність його експеримент, пов'язаний з парадоксом Ейнштейна — Подільського — Розена. Надалі переключився на вивчення лазерного охолодження. Зараз він зайнятий роботами з конденсату Бозе — Ейнштейна.
Професор паризької Політехнічної школи.
- академік Французької академії наук (2001)[10]
- член Французької академії технологій[en][11]
- іноземний член Національної академії наук США (2008)
- член-кореспондент Австрійської академії наук (2009)[12][13]

Фелло Американського фізичного товариства (2005). Член Європейської академії (2009). Іноземний член Лондонського королівського товариства (2015).
Почесний доктор шотландського Університету Херіота-Ватта (2008).

## Нагороди
- Common Wealth Award of Distinguished Service (1985)
- Премія Гольвека (1991)
- Gay-Lussac-Humboldt-Preis[de] (1999)
- Премія імені Макса Борна (1999)[14]
- Золота медаль Національного центру наукових досліджень (2005)[15]
- Премія в галузі квантової електроніки та оптики (2009)[16]
- Премія Вольфа (2010)
- Шрьодингеровська лекція (Імперський коледж Лондона) (2010)
- Herbert-Walther-Preis[de] (2012)
- Медаль Альберта Ейнштейна (2012)
- Медаль Фредеріка Айвса (2013)
- Медаль Нільса Бора (2013)[17]
- Премія Бальцана (2013)
- Tomassoni Prize[en] (2013)
- Нобелівська премія з фізики (2022)